# Marino Selo
Marino Selo (más néven Jovača) falu Horvátországban, Pozsega-Szlavónia megyében. Közigazgatásilag Lipikhez tartozik.

## Fekvése
Pozsegától légvonalban 58, közúton 73 km-re északnyugatra, községközpontjától légvonalban 18, közúton 20 km-re északnyugatra, Nyugat-Szlavóniában, a Stubljavica-patak mentén fekszik. Poljana, Antunovac, Ribnjaci és Kaniška Iva települések határolják. A településhez a Daruvárról Poljanára menő főútról Antunovacnál kell lekanyarodni. 

## Története
Területe valószínűleg már a középkorban is lakott volt. Josip Buturac horvát történész Marino Selo határába, az Ilova közelébe helyezi az 1334-ben a pápai tizedjegyzékben „Item beate virginis prope fluiuium Saploncha” alakban említett Szűz Mária plébániáját. A középkori forrásban említett Szaplonca folyót az Ilovával azonosítja, a település Marino Selo nevét pedig a középkori Szűz Mária egyházával hozza összefüggésbe, a falut magát pedig a Joseph Heller által a középkorból adatolt „Maryasoucz” faluval azonosítja.
A térséget a 16. század közepén szállta meg a török. A lakosság legnagyobb része az ország biztonságosabb részeire menekült, másokat rabságba hurcoltak. Ezután ez a vidék mintegy száz évre lakatlanná vált. A török uralom után a területre a 17. század végétől folyamatosan telepítették be a keresztény lakosságot. Miután újraalakították Pozsega vármegyét Marino Selo területe a pakráci uradalom része lett, mely több tulajdonos után 1760-ban a vármegye főispánjának gróf Jankovich Antalnak a birtoka lett. Jankovich aki kiemelkedő szerepet játszott a vármegye fejlesztésében ide is telepített jelentős számú lakosságot. Marino Selot a 18. században telepítették be katolikus családokkal. Az eredetileg Jovača néven ismert település mai nevét daruvári Jankovich Mária grófnőről kapta.
Az első katonai felmérés térképén „Dorf Jovacsa vel. Marino Szello” néven találjuk. Lipszky János 1808-ban Budán kiadott repertóriumában „Marinoszello” néven szerepel. Nagy Lajos 1829-ben kiadott művében „Marinoszello” néven 86 házzal, 599 katolikus vallású lakossal találjuk.
1857-ben 477, 1910-ben 927 lakosa volt. 1910-ben a népszámlálás adatai szerint lakosságának 66%-a horvát, 20%-a magyar, 9%-a szlovák anyanyelvű volt. Pozsega vármegye Daruvári járásának része volt. Az első világháború után 1918-ban az új szerb-horvát-szlovén állam, majd később (1929-ben) Jugoszlávia része lett. 1991-ben lakosságának 83%-a horvát, 4%-a magyar, 4%-a szlovák nemzetiségű volt. 2011-ben 312 lakosa volt.

## Lakossága
| Lakosság változása | Lakosság változása | Lakosság változása | Lakosság változása | Lakosság változása | Lakosság változása | Lakosság változása | Lakosság változása | Lakosság változása | Lakosság változása | Lakosság változása | Lakosság változása | Lakosság változása | Lakosság változása | Lakosság változása | Lakosság változása |
| ------------------ | ------------------ | ------------------ | ------------------ | ------------------ | ------------------ | ------------------ | ------------------ | ------------------ | ------------------ | ------------------ | ------------------ | ------------------ | ------------------ | ------------------ | ------------------ |
| 1857               | 1869               | 1880               | 1890               | 1900               | 1910               | 1921               | 1931               | 1948               | 1953               | 1961               | 1971               | 1981               | 1991               | 2001               | 2011               |
| 477                | 504                | 562                | 632                | 801                | 927                | 946                | 853                | 770                | 311                | 783                | 518                | 272                | 366                | 371                | 312                |

(1857-tól 1961-ig Ribnjaci és részben Uljanik lakosságát is ide számították.)

## Nevezetességei
Keresztelő Szent János tiszteletére szentelt római katolikus temploma 1907-ben épült. 

## Gazdaság
A lakosság főként mezőgazdasággal foglalkozik. A szomszédos Ribnjacinál édesvízi halakat nevelnek, mely kihat Marino Selo gazdaságára is. 

## Oktatás
A település első iskoláját 1889-ben alapították. 

## Sport
A HNK Jovača labdarúgóklubot 1976-ban alapították. A megyei 3. ligában szerepel.

## Egyesületek
A település lakói közül sokan tagjai a helyi önkéntes tűzoltóegyletnek. Ezen kívül jelentős a helyi nőegylet tevékenysége. A helyi vadászok a gaji Slavuj vadásztársaság tagjai. A településen az egyedülállók és az ellátásra szoruló idősek számára a pakráci vöröskereszt szociális otthont működtet.